# Asthmatic
Asthmatic – album yassowej grupy Miłość, wydany w 1996 roku.

## Lista utworów
1. "Astmatyk I: Rokoko"
2. "Zdjęcia znajomych kaczek"
3. "Lokaj"
4. "Etno"
5. "Fałszywe kapoki"
6. "Hispan"
7. "Chodzież 2038"
8. "Diatonal z Knossos"
9. "Astmatyk II: Lutet"
10. "Doxy 4"
11. "Kusociński"
12. "Czarny śnieg"
13. "Kontredans"
14. "Gówno Blues (przepraszamy)"
15. "Tażan punk w liściach"

## Twórcy
- Mikołaj Trzaska – saksofon altowy, sopranowy, barytonowy
- Maciej Sikała – saksofon tenorowy i sopranowy
- Leszek Możdżer – fortepian, mezzosporan
- Ryszard Tymon Tymański – kontrabas
- Jacek Olter – perkusja, dyszkant koloraturowy

## Recenzje
Płyta spotkała się z dobrym przyjęciem krytyki i słuchaczy. Stanisław Bogusz z „Jazz Forum” pisał, że muzyka "(...) zarejestrowana na tej płycie zaskakuje różnorodnością, świeżością, bogactwem, w końcu klimatem".